# گیبک
ژنرال گیبک (زاده ۶۰۷ میلادی – درگذشته ۶۶۰ میلادی) فرمانده کل ارتش بکجه بود. او هم‌عصر با دو ژنرال نامدار دیگر یعنی یون گه‌سومون از امپراتوری گوگوریو و کیم یوشین از پادشاهی شیلا بود و رقابت سختی با هم داشتند.
گیبک آخرین ژنرال (فرمانده ارشد) بکجه و عادل‌ترین فرمانده بکجه و نوهٔ پادشاه بوپ و فرزند ژنرال موجین بود. نام روش «گیه‌بک» در ورزش تکواندو برگرفته از نام او است. همچنین وی از سرسخت‌ترین منتقدان پادشاه اویجا بود، هرچند که در گذشته از حامیان و یکی از به قدرت رسانان او بود.

## دوران کودکی و نوجوانی
ژنرال گی‌بک در حومهٔ شهر سابی، پایتخت بکجه، متولد شد. وی در هنگام تولد، مادرش را از دست داد و در سنین نوجوانی فنون شمشیرزنی را از پدرش آموخت. پدر او با یک زن دیگر ازدواج کرده بود که آن زن نیز یک پسر داشت از این رو گی‌بک که از بچگی با او بزرگ شده بود به او برادر می‌گفت حتی زمانی که متوجه این موضوع شد بازهم به او برادر می‌گفت هرچند که او برادرش نبود.

پدر گی‌بک در سن نوجوانی او توسط شاهزاده اویجا که دوستش بود کشته شد؛ بنابراین گی‌بک در تلاش بود تا انتقام پدرش را بگیرد.

## دوران جوانی

### تکاپو برای انتقام
گی‌بک جزء اسیران بکجه‌ای که در اسارت شیلا بودند، بود. او که از دوران نوجوانی از شاهزاده اویجا کینه داشت در تلاش بود تا اویجا را به قتل برساند. سرانجام موفق شد تا اویجا را در تدارکات جنگ و در چادرش ملاقات کند ولی از کشتن اویجا منصرف شد و انتقام گرفتن از او را فراموش کرد. اویجا به او توضیح داده بود که برای مردم و به درخواست پدرش او را کشته بود و چاره‌ای نداشت. از آن به بعد گی‌بک برای منافع مردم کشورش تلاش می‌کرد.

### برادر خواندگی
گی‌بک و شاهزاده اویجا و سانگ‌چونگ و هیونگسو یک‌دیگر را برادر خواندند (با ریختن خون انگشت یک‌دیگر در یک کاسهٔ آب و خوردن آن) و متعهد شدند تا برای مردم کشورشان خدمت کنند. افراد دیگری همچون بانو ایون‌گو نیز به آنان کمک می‌کردند. بعد از آن آنان تلاش می‌کردند تا شاهزاده اویجا را به سلطنت برسانند و خانوادهٔ ساتک را که نفوذ زیادی در دربار داشتند را ریشه کن کنند. سرانجام موفق شدند تا خاندان ساتک را از دربار اخراج و شاهزاده اویجا را ولیعهد کنند. (سانگ‌چونگ و هیونگسو پس از چند سال وزیر شدند)

### گی‌بک و عاشقی
گی‌بک و بانو ایون‌گو عاشق یک دیگر بودند و متأسفانه شاهزاده اویجا نیز به ایون‌گو علاقه داشت درصورتی که ایون‌گو تنها خواستار ازدواج با گی‌بک بود با این که روابط دوستانه‌ای با شاهزاده اویجا داشت؛ این پیش‌زمینه‌ای برای ایجاد حسادت در شاهزاده اویجا نسبت به گی‌بک بود. سرانجام شاهزاده اویجا با دسیسه‌ای موجب شد تا ایون‌گو خائن شناخته شود آنگاه اویجا وانمود کرد که برای نجات ایون‌گو تنها راه آن است که ایون‌گو را همسر پنهانی خود بخواند و بگوید او از شاهزاده باردار است تا بتواند با ایون‌گو ازدواج کند. با این کار به گی‌بک ضربهٔ روحی بزرگی وارد شد. زان پس گی‌بک به مناطق مرزی اعزام شد و سعی کرد تا این عشق را فراموش کند و به هدف اصلی‌اش یعنی خدمت به مردم بپردازد. البته سانگ‌چونگ و هیونگ‌سو از دسیسهٔ اویجا باخبر شدند ولی برای آن که گی‌بک به انتقام جویی از اویجا نپردازد به گی‌بک چیزی نگفتند.

### در طول زمان جنگ
پس از چندین سال و آن موقعی که گی‌بک به مناطق مرزی شیلا و بکجه اعزام شد، اویجا، امپراتور شد و گی‌بک افتخارات و پیروزی‌های بسیار زیادی کسب کرد و در بین مردم جایگاه بسیار والایی گرفت این موجب شد تا حسادت در پادشاه اویجا نسبت به گی‌بک بسیار تحریک شود گی‌بک ۳۹ دژ از دژهای شیلا را فتح کرد وی درهیچ جنگی به اسیران، زنان، فرزندان و افراد ناتوان آسیبی نرساند. اویجا دستور بازگشت گی‌بک به پایتخت را داد تا او چهلمین دژ که دژ بسیار مهمی بود را نتواند فتح کند. گی‌بک آن‌قدر مقتدر و مشهور شده بود که تمام سربازان شیلایی از وی وحشت داشتند و گی‌بک نزد مردم چون یک قهرمان بود

## دوران پس از جوانی

### فرماندهی کل
پس از آن که گی‌بک به پایتخت آمد، به فرماندهی پادشاه (اویجا) بکجه به جنگ با شیلا رفت. پادشاه با به اسارت گرفتن دختر و داماد امپراتور شیلا دستور قتل آنان را به گی‌بک داد ولی گی‌بک با پادشاه صریحاً مخالفت کرد و این موجب شد تا امپراتور شخصاً آنان را بکشد. سرانجام امپراتور در یک حادثهٔ ناگهانی به کُما رفت و جنگ متوقف شد. در زمانی که پادشاه در کُما بود برای آن که امور نظامی کشور دچار اختلال نشود و احتمال حملهٔ شیلا نیز وجود داشت وزرا گی‌بک را فرماندهٔ کل کردند. در همان زمان هیونگسو قوانین جدیدی را در راستای بهبود وضعیت مردم به دربار پیشنهاد کرد و مقرر شد تا قوانین تصویب شود.

### دوران خاموشی و ازدواج گی‌بک
پس از آن که پادشاه از کُما خارج شد، متوجه شد که گی‌بک فرمانده کل شده‌است ولی به دلیل آن که گی‌بک محبوبیت شدیدی در بین مردم داشت نمی‌توانست او را از مقامش خلع کند ولی هیونگسو را از دربار اخراج کرد هم‌زمان گی‌بک برای آن که هیونگسو به دربار بازگردد از مقام خود استعفاء داد و پادشاه او را از تمام وظایف خلع کرد؛ آنگاه گی‌بک به روستایی دور اعزام شد و مشغول به کشاورزی شد و در همان‌جا ازدواج کرد و صاحب یک پسر و یک دختر شد.

### بازگشت گی‌بک و آغاز دوران سقوط بکجه
پس از ۱۲ سال گی‌بک به پایتخت بازگشت. در طی این ۱۲ سال، گی‌بک مشغول کشاورزی بود که در این زمان شیلا موفق به بازگردانی بسیاری از دژها به قلمرو اش شد و اوضاع کشور باکجه بسیار وخیم تر شد بنابراین پادشاه اویجا از کار خویش پشیمان شد و دستور بازگشت گی‌بک را صادر کرد. گی‌بک بازگشت ولی درجنگ با شیلا شکست خورد چرا که ملکه (بانو ایون‌گو) استراتژی فرمانده گی‌بک را به شیلا به صورت پنهانی و جاسوسانه خبر داد زیرا می‌خواست توسط حکومت تانگ که روابط خوبی با شیلا دارد به رسمیت شناخته شود و این موضوع باعث شد ۸۰۰۰ سرباز باکجه‌ای کشته شوند. گی‌بک به‌خاطر استراتژی‌های فوق‌العاده‌اش تا پیش از این در هیچ جنگی شکست نخورده بود. البته اقدام جاسوسانهٔ ملکه پس از مدتی آشکار شد و بازداشت و زندانی شد. باکجه بسیار ضعیف شد و سرانجام با حملهٔ نیروهای متحد شیلا و تانگ علی‌رغم تلاش‌های فرمانده گیبک باکجه از صفحهٔ تاریخ محو شد

## شهرت
گی‌بک تنها ژنرال باکجه‌ای بود که شهرت او تا امپراتوری روم هم رسیده بود. همچنین وی مدعی حقیقی سلطنت در باکجه بود که هیچ‌گاه به حق خود نرسید یا آن را طلب نکرد. وی را به دلیل استراتژی‌های فوق‌العاده اش در جنگ‌ها و توانایی بی نظیرش در فرماندهی ارتش
می‌توان به عنوان یکی از بهترین فرماندهان کره نام برد

## آخرین جنگ
سرانجام باکجه در آخرین جنگ با ارتش شیلا و تانگ با ۱۸۰٬۰۰۰ نفر (شیلا به فرماندهی کیم یوشین:۷۶٬۰۰۰ و تانگ به فرماندهی سودینگفانگ :۱۳۰٬۰۰۰) سرباز روبه‌رو شد؛ این درحالی بود که باکجه کمتر از ۴۵٬۰۰۰ سرباز داشت. آنگاه ارتش به دو گروه تقسیم شد و فرمانده گی‌بک با ۵٬۰۰۰ سرباز به مقابله با شیلا رفت که ۷۶٬۰۰۰ سرباز داشت تا شیلا نتواند به ارتش تانگ پیوندد. متأسفانه به دلیل عظیم بودن ارتش دشمن، سربازان هیچ امیدی نداشتند این باعث شد تا فرمانده گی‌بک به درخواست همسر خود، او و فرزندانش را بکشد تا روحیهٔ افرادش بالا برود (نشان دهد که حاضر است برای مقابله با دشمن همسرش را نیز فدا کند). گی‌بک موفق شد تا 15000 سرباز شیلایی را بکشد. سرانجام گی‌بک در جنگ با شیلا تمام افراد خود را از دست داد و در همان جنگ کشته شد.

## سریال سرنوشت یک مبارز
سریال درام کره‌ای «سرنوشت یک مبارز» شناخته شده به نام «گی‌بک» مخصوصاً برای فرمانده گی‌بک ساخته شده و منظور از «مبارز» فرمانده گی‌بک می‌باشد. این سریال در ۳۶ قسمت اولین بار از شبکهٔ «MBC» پخش شد و در اواسط سال ۲۰۱۵ از شبکهٔ نمایش دوبله فارسی و پخش شد.